# Étienne Laspeyres
Ernst Louis Étienne Laspeyres (também Ernst Ludwig Stephan Laspeyres; Halle an der Saale, 28 de novembro de 1834 — Gießen, 4 de agosto de 1913), foi um economista alemão. Foi Professor Ordinarius de Economia e Estatística ou Ciências do Estado e Cameralística (finanças públicas e administração) em Basel, Riga, Dorpat (agora Tartu), Karlsruhe e, finalmente, durante 26 anos em Gießen. Laspeyres era descendente de uma família huguenote de ascendência gascã que se estabelecera em Berlimno século 17, e ele enfatizou a pronúncia occitana de seu nome como um elo com suas origens Gascon.

## Trabalho
Laspeyres é conhecido principalmente hoje por seu desenvolvimento em 1871 do método da fórmula do número índice para determinar aumentos de preços, usado para calcular a taxa de inflação. Um tipo desse cálculo é conhecido hoje como Índice de Laspeyres. Além de suas realizações em índices de preços, Laspeyres pode ser contado como um dos pais da administração de empresas como uma disciplina acadêmico-profissional na Alemanha, e como um dos principais unificadores da economia e da estatística por “desenvolver ideias que são hoje por e grande realidade nacional e internacional: quantificação e operacionalização da economia; expansão das estatísticas oficiais; cooperação de estatísticas oficiais e pesquisa econômica; e integração do economista e do estatístico em uma pessoa”. (Rinne 1983) Em economia, Laspeyres foi até certo ponto um representante da Escola Histórica e certamente do Kathedersozialismus.
O sobrenome Laspeyres é de origem gascão; seus ancestrais foram huguenotes que se estabeleceram em Berlim no século XVII. Como ele pronunciou seu sobrenome é incerto, mas provavelmente como "Las-pay-ress".